# Agave seemanniana
Agave seemanniana là một loài thực vật có hoa trong họ Măng tây. Loài này được Jacobi mô tả khoa học đầu tiên năm 1869.

## Hình ảnh

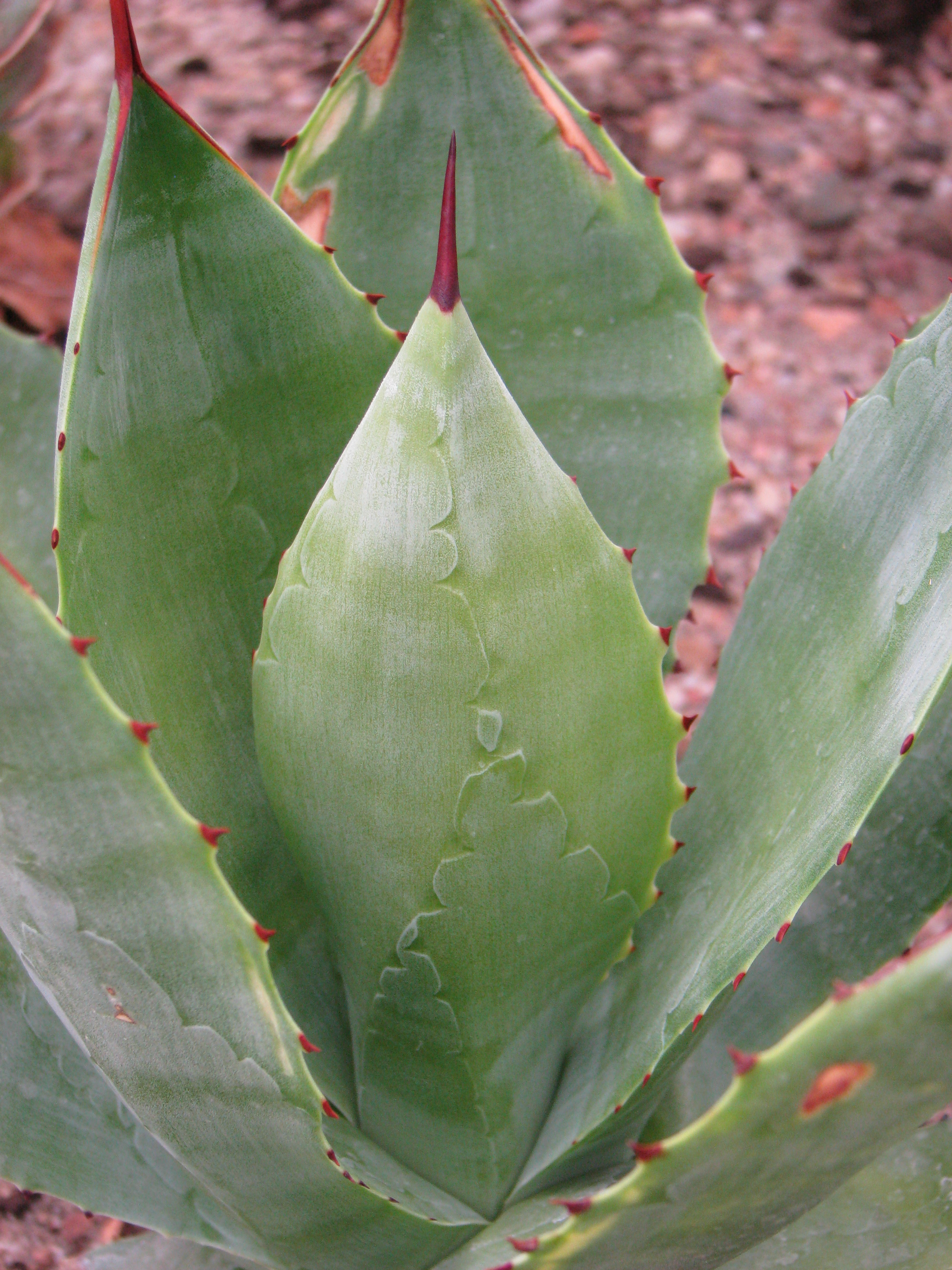
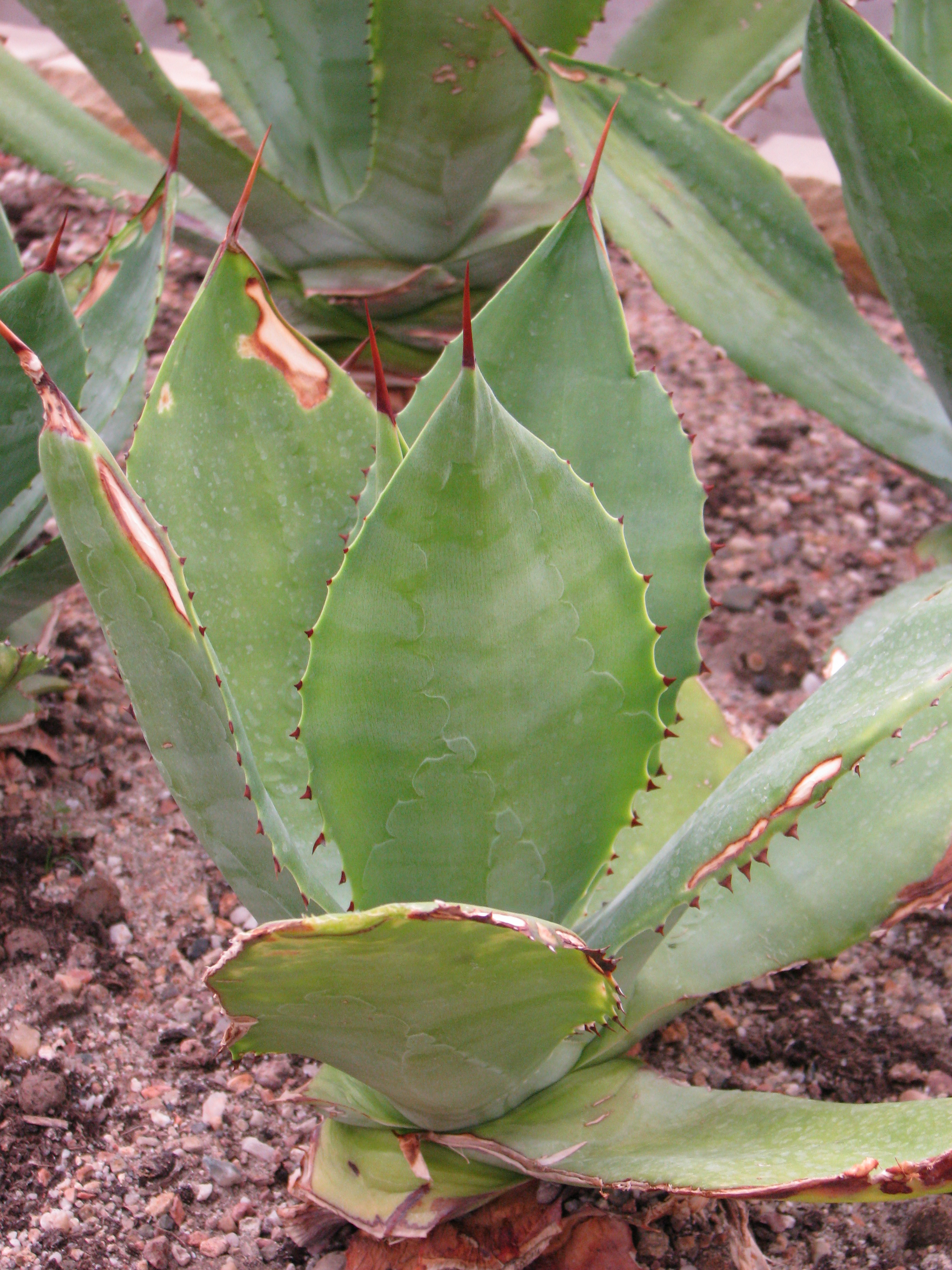